# Lorenz von Bibra
Lorenz von Bibra (né en 1459 à Mellrichstadt, mort le 6 février 1519 à Wurtzbourg) est duc de Franconie, prince-évêque de Wurtzbourg de 1495 à 1519, conseiller de l'empereur Maximilien de 1493 à 1519.

## Biographie
Lorenz fait partie de la famille von Bibra, famille noble de Franconie. Son père, Hans von Bibra est au service de l'évêché de Wurtzbourg comme bailli à Mellrichstadt. Lorenz est le second fils de son troisième mariage avec Agnes von Schenkenwald.
Lorenz von Bibra a de nombreux proches qui ont des postes importants dans l'évêché. Son successeur Konrad von Thüngen suivra son exemple. Sa famille comprend d'autres dignitaires ecclésiastiques comme Konrad von Bibra, prince-évêque de Wurtzbourg de 1540 à 1544. Le demi-frère de Lorenz, Wilhelm von Bibra (de) (1442-1490), est émissaire auprès du pape.
Lorenz von Bibra va à l'école de Kloster Veßra puis dans les universités de Heidelberg, Erfurt et Paris. Il intègre d'abord le chapitre de la cathédrale Saint-Martin de Mayence où il a la confiance de l'évêque Berthold von Henneberg et se voit confier des tâches par celui de Wurtzbourg.
En 1487, il rédige une lettre de recommandation au pape Innocent VIII pour son demi-frère Wilhelm qui est nommé émissaire au Vatican par l'archevêque de Cologne Hermann de Hesse. En 1490, Wilhelm tombe malade lors de son retour de Rome comme représentant de Frédéric III.

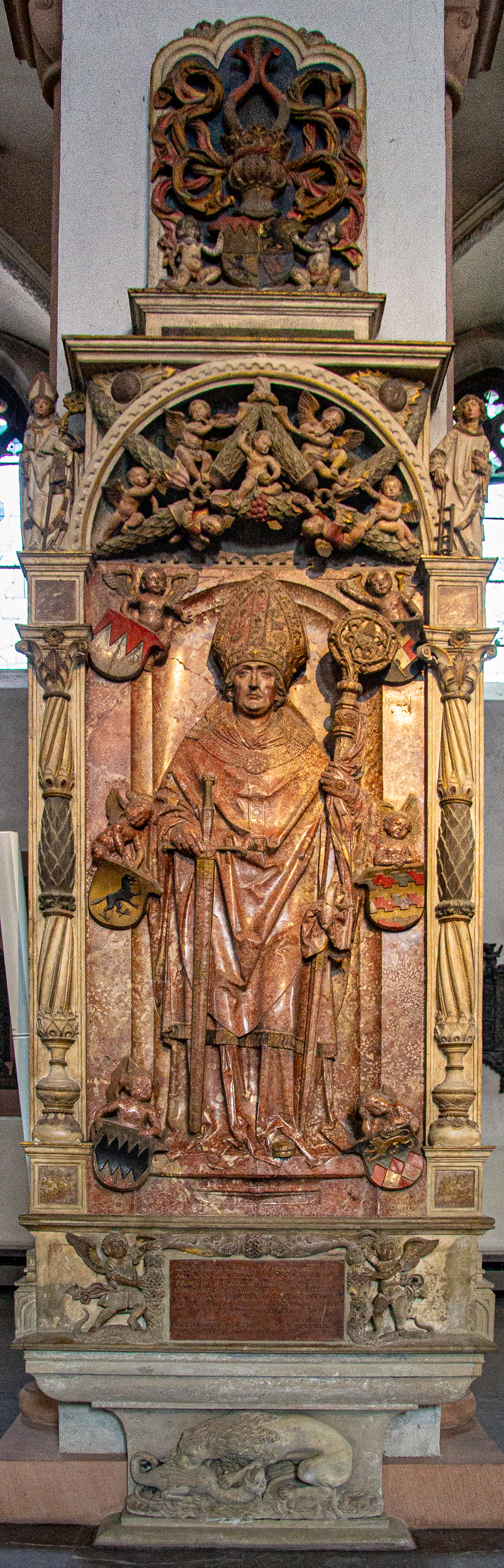
Riemenschneider, épitaphe de Lorenz von Bibra.

Lorenz est un dirigeant respecté et populaire. Il est souvent appelé pour régler les différends. Partisan de l'humanisme, il tente de réformer l'Église catholique. L'évêché de Wurtzbourg est riche.
Il renouvelle l'alliance politique de ses prédécesseurs auprès des margraves de la Maison de Hohenzollern. À cause de son alliance avec les princes de Basse-Bavière et de palatinat du Rhin, il s'implique dans la guerre de Succession de Landshut. Après avoir soutenu le comte palatin, Lorenz recherche de nouveaux alliés et trouve en 1508 Frédéric III de Saxe. La Ligue de Souabe se propose, Lorenz refuse. Par ailleurs, il encourage le rapprochement des frères Louis V et Frédéric II du Palatinat avec le duc Ulrich VI de Wurtemberg. Il forme un contre-pouvoir à la Ligue de Souabe. Face à cette crise, l'empereur impose sa médiation. Casimir de Brandebourg-Kulmbach propose son frère comme coadjuteur de Wurtzbourg, mais on le refuse.
Lorenz von Bibra rencontre souvent Martin Luther et a de bons rapports avec lui. Lorenz meurt avant que Luther quitte l'Église. À la suite d'une réunion à Wurtzbourg, il lui offre une escorte et une lettre de recommandation pour Frédéric III de Saxe dans laquelle il déclare qu'il n'ira pas plus loin. Cette lettre alimente la rumeur sur la sympathie de Lorenz pour la Réforme.
En 1506, Johannes Trithemius accepte l'invitation de Lorenz comme abbé du Schottenklöster de l'abbaye Saint-Jacques de Würzburg.
Contrairement à son successeur, Lorenz von Bibra s'entend bien avec le sculpteur Tilman Riemenschneider qui est un temps bourgmestre de Wurtzbourg. Il lui commande une épitaphe pour lui et son prédécesseur Rudolf von Scherenberg à la cathédrale de Wurtzbourg. Les monuments se trouvent côté à côté dans deux styles différents, l'un de style gothique tardif, l'autre plutôt Renaissance.

## Source, notes et références
- (de) Cet article est partiellement ou en totalité issu de l’article de Wikipédia en allemand intitulé « Lorenz von Bibra » (voir la liste des auteurs).
- Wilhelm Freiherr von Bibra: Geschichte der Familie der Freiherrn von Bibra. 1870
- Wilhelm Freiherr von Bibra: Beiträge zur Familien Geschichte der Reichsfreiherrn von Bibra, Zweiter Band. (vol. 2), 1882
- (de) Göbl, « Lorenz von Bibra », dans Allgemeine Deutsche Biographie (ADB), vol. 19, Leipzig, Duncker & Humblot, 1884, p. 174-178
- Werner Wagenhöfer: Die Bibra: Studien und Materialien zur Genealogie und zur Besitzgeschichte einer fränkischen Niederadelsfamilie im Spätmittelalter. Verlag Degener & Co, 1998, 699 S.  (ISBN 3-7686-9147-0)
- Alfred Wendehorst: Das Bistum Würzburg: Teil 3. Die Bischofsreihe von 1455–1617. 1978,  (ISBN 3-11-007475-3), S. 51-72
- (de) Alfred Wendehorst, « Lorenz von Bibra », dans Neue Deutsche Biographie (NDB), vol. 15, Berlin, Duncker & Humblot, 1987, p. 169 (original numérisé).